# Pfarrkirche Lermoos

Katholische Pfarrkirche hl. Katharina in Lermoos

Zentralraum, Blick zum Chor

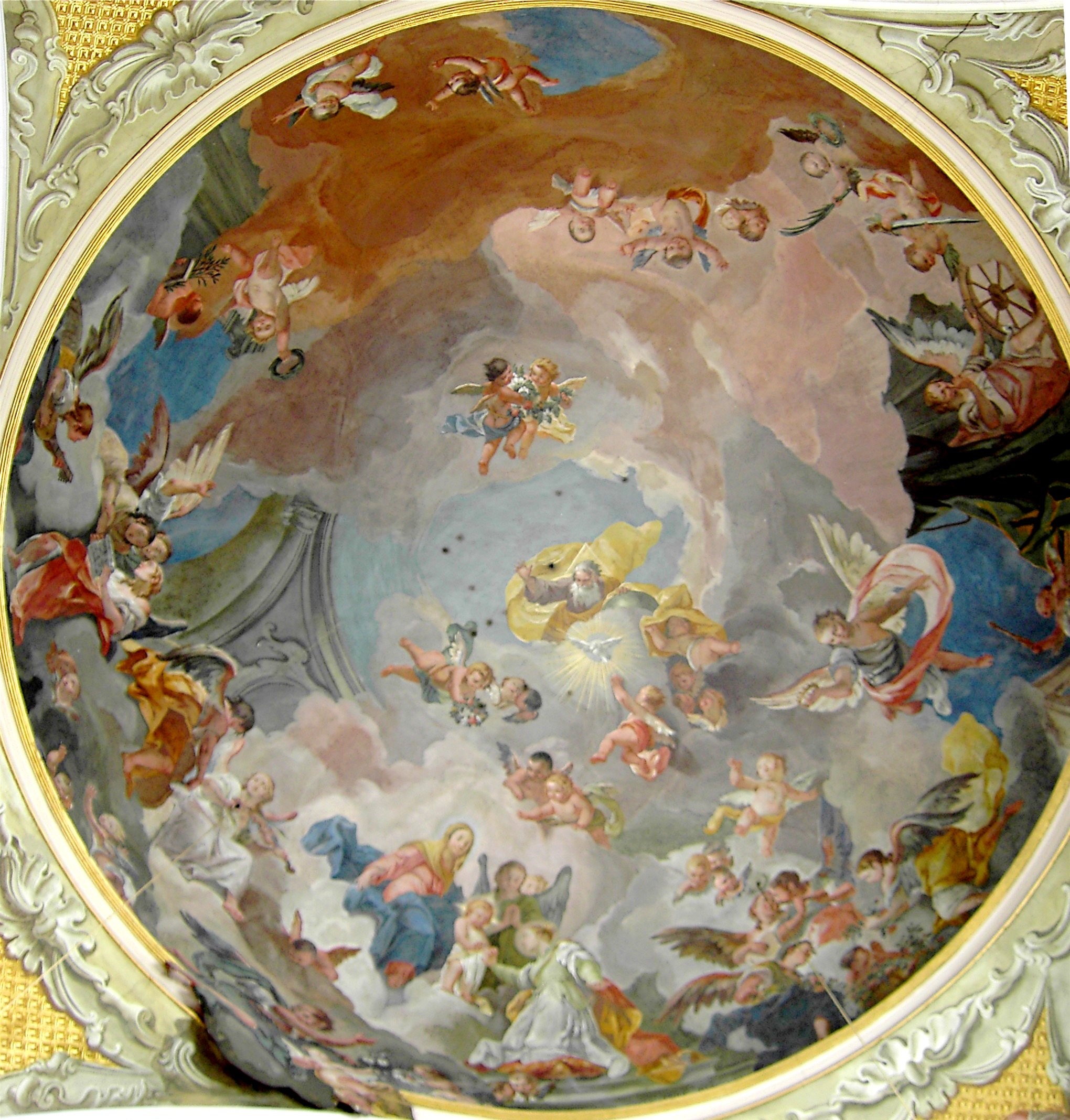
Chorkuppelfresko

Langhausfresko

Zentralraum, Blick zur Empore

Die Pfarrkirche Lermoos steht im Nordabschluss des Hauptplatzes im Oberdorf in der Gemeinde Lermoos im Bezirk Reutte im Bundesland Tirol. Die auf die Heilige Katharina von Alexandrien geweihte römisch-katholische Pfarrkirche gehört zum Dekanat Breitenwang in der Diözese Innsbruck. Die Kirche und der Friedhof stehen unter Denkmalschutz (Listeneintrag).

## Geschichte
Urkundlich wurde 1352 eine Kirche sowie 1423 ein Priester genannt. 1483 wurde eine Kuratie errichtet, 1891 die Kirche zur Pfarrkirche erhoben.
Die 1648 erbaute Martinskirche am Pestfriedhof wurde 1751/1752 durch einen Neubau nach den Plänen von Franz Xaver Kleinhans ersetzt und 1761 geweiht, bereits kurz darauf wurde ebenfalls durch Kleinhans der obere Bereich des Turmes umgestaltet. Die Innenausstattung erfolgte schrittweise in den Zeiträumen um 1760, 1780 und 1830.
1957 wurde unter der Leitung von Toni Kirchmayr eine Innenrestaurierung durchgeführt. 1972 erfolgte eine Außenrestaurierung mit Wiederherstellung der Gruftkapelle.
Im Jahr 2021 kam es zu einer erneuten Außensanierung des Turms, bei der besonders auf die Wiederherstellung des ursprünglichen Verputz- und Farbstils von 1768 Wert gelegt wurde.

## Architektur
Der einheitliche barocke Kirchenbau mit querschiffartigen Kapellen steht unter einem Walmdach in einem ummauerten Friedhof. Der im Kern gotische barockisierte Nordturm steht am Übergang einer Seitenkapelle zum Chor.

## Ausstattung
Direkt nach Fertigstellung des Rohbaus entstanden die umfangreichen barocken Fresken in nur 128 Tagen und gelten als Meisterwerke von Giuseppe Gru aus Verona (1753/54).
Der Hochaltar (um 1760) als Sechssäulenaufbau auf geschwungenem Grundriss mit verkröpftem geradem über dem Gemälde leicht geschwungenen Gebälk auf Kompositkapitellen hat einen flachen Auszug mit Pilastern und seitlichen Volutenbändern. Das Hochaltargemälde Enthauptung der hl. Katharina schuf Johann Georg Witwer um 1780 als Kopie eines Seitenaltarblattes der Klosterkirche Ettal. Die Figuren des Hauptaltars stammen von Franz Xaver Renn (um 1830).
Der vordere Seitenaltar ist ebenfalls mit einem Gemälde von Wittwer ausgestattet, die Figuren schuf hier Johann Anton Renn um 1770, der auch die Kanzel und die Beichtstühle anfertigte.
Der Seitenaltar der linken Kapelle entstand um 1830, die Darstellung des Heiligen Martin malte Josef Zoller. Der Altar in der rechten Kapelle wird als Sebastiansaltar bezeichnet. Er stammt von Johann Georg Dominikus Grasmair aus dem Jahr 1730 und ist somit eins der wenigen Ausstattungsstücke, die noch aus der vorherigen Kirche stammen. Ergänzt wurde dieser Altar 1780 um Figuren von Martin Falbesoner.
Die barocke Orgel von Balthasar Freiwiß (um 1740) aus dem aufgelassenen Kloster Rottenbuch in Bayern wurde 1803 hierher übertragen und von Franz Thoma in einem einfachen Gehäuse verändert aufgestellt.
Eine der Glocken nennt die Jahresangabe 1411 und ist die älteste datierte Glocke in Nordtirol. Die restlichen Glocken des ursprünglichen Geläuts wurden im Ersten Weltkrieg eingeschmolzen. Die 1923 als Ersatz installierten Glocken ereilte das gleiche Schicksal im Zweiten Weltkrieg. Das aktuelle Geläut stammt aus dem Jahr 1954.